# Beckianum sinistrum
Beckianum sinistrum је пуж из реда Stylommatophora.

## Угроженост
Ова врста је на нижем степену опасности од изумирања, и сматра се скоро угроженим таксоном.

## Распрострањење
Ареал врсте је ограничен на две државе. 
Никарагва и Костарика су једина позната природна станишта врсте.